# Choma József
Choma József (Miskolc, 1901. május 9. – Miskolc, 1969. március 21.) festőművész. Makón és Miskolcon alkotott.

## Élete, munkássága
Apja fésűkészítő kisiparos volt. Elemi iskoláit és középiskolai tanulmányait Miskolcon végezte. 1920-tól a Képzőművészeti Főiskola Miskolci művésztelepe keretében működő Képzőművészeti Szabadiskolában tanult, ahol különösen sok segítséget kapott Balogh Bertalantól. Szorgalma és eredményei miatt tandíjmentességben részesült. A főiskolára Balogh Bertalan javaslatára jelentkezett 1923-ban, ahová fel is vették Rudnay Gyula osztályába, ahol – többek között – Barcsay Jenő, Imreh Zsigmond és Döbröczöni Kálmán voltak az osztálytársai. A főiskolán 1929-ben végzett, de közben 1924 nyarán Mátrafüreden dolgozott, 1925-ben és 1927-ben részt vett Rudnay makói művésztelepének munkájában, 1926-ban pedig Szegeden alkotott. Az 1927-es makói kiállításon kivívta a kritika figyelmét és elismerését „színekben tobzódó képeivel”.
Makón nősült meg 1928-ban, makói lány, Dégi Erzsébet lett a felesége, és ott is telepedett le, majd 1932-ben Maroslelén bérelt egy tanyát. Ekkor és itt lett fő műfaja a tájkép, fény és árnyék hatásra épített képeket festett. Minthogy a festészet nem hozta meg a család számára a kellő anyagi biztonságot (már megszületett első lánya), 1935-ben Miskolcra, Diósgyőr-Vasgyárba költözött, a két nagy gyár közötti kolóniára, és haláláig ott élt. Szülővárosában a biztos megélhetés érdekében a DIMÁVAG Gépgyár és Nehéz-szerszámgyárban (a későbbi DIGÉP) helyezkedett el műszaki rajzolóként. Itt egy rövid ideig a gyár képzőművész körét is vezette. 1961-ben ment nyugdíjba.
A városban nem sikerült művészi kapcsolatot teremtenie az itt alkotókkal, a kötött munkarend mellett nehéz volt a művészi alkotómunka, és így többé-kevésbé elszigeteltté vált. 1931-ben rendezte meg első miskolci kiállítását. A diósgyőri vár, az Avas dombja adta ekkori témáit, később felfedezte Hejőcsabát, a Hejő patak látványát is. A makói táj adta ihlet azonban hiányzott munkáiból, ezért a negyvenes években egyre kevesebbet festett. Festő kollégái stílusmódosításra akarták rábeszélni, de ez nem sikerült neki, igaz, nem is nagyon akarta, ahhoz túlságosan is határozott művészi elképzelése, sőt meggyőződése volt. Csak az 1950-es évek második felétől sikerült túllendülni fásultságán, Sopronban és Diósgyőrben készített átütő erejű tájképeket (Ikvapart, Diósgyőri várkert, Téli táj). 1969-ben szívroham következtében hunyt el.
Művészi pályája elején még Rudnay hatása érződött alkotásain, főleg pasztellképein, de a tájképek műfajában gyorsan kialakította saját, egyéni kifejezésmódját. A fény és az árnyék hatásaira építette képeit. Ahogy a régi holland mesterek, ő is kedvelte képein a magas égboltot és a felhők adta fedett megvilágítást. A Vihar a Maros felett című képéről például Borbély László így írt: „Kiváló mesterre vall, hogy egy-egy kis lapjára fordított zöld krétadarabbal, majd ugyanazt feketével, sárgával vagy éppen kékkel összedörzsölve miképpen ad távlatot képének, mennyi életet ad jócskán leegyszerűsített, összefogott felületeiben.” Ugyanakkor azonban sajátos plein air stílust is kialakított maga számára. Ezt példázza Nyári napsugár című képe.  A második világháború előtti képeiből több elpusztult. Idős korában a nyarakat Maroslelén töltötte, ez lett második makói korszaka. Miskolcon is alkotott és kiállított, de művészete erőteljesen kötődik a Maros-parti városhoz: a makói görögkatolikus templomban az oltárképet ő festette, de a református ótemplomban is van festménye.

## Egyéni kiállításai
- 1969 – József Attila Múzeum, Makó
- 1970 – Rónai Sándor Művelődési Központ, Miskolc
- 1971 – Kun Béla Művelődési Ház, Ózd
- 1972 – Művelődési Központ, Kazincbarcika
- 1973 – Derkovits Művelődési Központ, Leninváros
- 1980 – Magyar Nemzeti Galéria, Budapest
- 1982 – Miskolci Galéria, Miskolc
- 1984 – Közművelődési Palota, Kupola Galéria, Szeged
- 1987 – Megyei Művelődési Központ Kiállítóterme, Székesfehérvár
- 1987 – Kaposvári Galéria, Kaposvár
- 2001 – Centenáriumi kiállítás, Miskolci Galéria, Miskolc
- 2016 – Emlékkiállítás születése 115. évfordulója alkalmából, Herman Ottó Múzeum–Miskolci Galéria Feledy-háza, Miskolc

## Válogatott csoportos kiállításai
- 1925 – A makói művésztelep kiállítása, Vármegyeháza nagyterme, Makó
- 1926 – Rudnay Gyula szegedi művésztelepének első tárlata, Kultúrpalota, Szeged
- 1928 – Az Országos Magyar Királyi Képzőművészeti Főiskola kiállítása, Műcsarnok, Budapest
- 1928 – A makói művésztelep kiállítása, Polgári leányiskola, Makó
- 1931 – Pécs, Siklós
- 1934 – Orosháza
- 1934 – Hódmezővásárhely
- 1970 – Sajószentpéter
- 1970 – Leninváros

## Művei közgyűjteményekben
- Herman Ottó Múzeum, Miskolc
- József Attila Múzeum, Makó
- Móra Ferenc Múzeum, Szeged